# Валандовско земетресение
Валандовското земетресение (на македонска литературна норма: Валандовски земјотрес) е земетресение с магнитуд 6,7ML и X I0, което се случва на 8 март 1931 година в 1 часа и 50 минути (местно време) край град Валандово, Кралство Югославия.

## Трусове
Валандовският епицентрален район е с голяма сеизмичност, характеризираща се с чести земетресения с магнитуд ML<3 и рядка поява на умерени до силни, като земетресението от 1931 година. На 7 и 8 март 1931 година се случват 9 земетресения с магнитуд 4,0<ML<6,7, от които две с магнитуд ML>6: на 7 март в 00:16:44,8 часа с магнитуд 6,0 и на 8 март в 01:50:24,0 с магнитуд 6,7 ML. Второто е вероятно най-силното известно земетресение в този регион с дълбочина на хипоцентъра от около 16 km. Земетресението има разрушителна мощ на относително голяма повърхност. Интензитет от VIII степени е почувстван на 50 km от епицентъра, а в по-тесния епицентрален район е почувстван с интензитет IX и X степени според Европейската макросеизмична скала.
Най-отдалечената станция, която регистрира земетресението е тази в Уелингтън, на 18 000 km от Валандово.

## Последици
От земетресението пострадват около 45 населени места, от които 29 во тесния епицентрален район - Валандовско и 16 в по-широката околоност - предимно Струмишко. Във Валандовско у унишожен напълно 89% от сградния фонд, а в околността 39%. Сравнени със земята са селата Пирава, Карагеоргево, Валандово, Балинци, Брайковци, Гърчище, Удово, Градец, Миравци, Милетково, Гявато, Демир Капия, Давидово, Плавуш и Смоквица. В околните срезове - Неготински, Дойрански, Струмишки и Гевгелийски тежко пострадват селата Богородица, Стояково, Богданци, Негорци, Моин, Кованци, Конско, Серменин и Хума, в които има доста разрушени сгради, а всички останали пострадват.
На фона на големите разрушения, броят на жертвите е сравнително нисък, тъй като населението е алармирано предварително от двата труса от 7 март - този от 00:16:44.8 6,0 и последвалия в 01:50:00 часа с магнитуд 5,0 - и дочаква главния трус извън сградите. Загинали общо са 31 души, а ранени 82. Най-много хора загиват в Пирава - 19 души, тъй като силен дъжд след първите трусове ги кара да се върнат по къщите. Във Валандово, където щетите са за 16 милиона динара има само две жертви - козар, прикрил се под скала и воденичар във воденицата му.
Земетресението разрушава 59 km от железопътната линия, поврежда железопътните мостове, събаря скали и води до земни пукнатини, значителни денивелации на терена и появата на топли подцемни извори. Железопътната комуникация между Солун и Скопие е възстановена на 10 март. Прекъснат от свлачище е и пътят към Долна Лисина. Най-големи пукнатини има между Валандово и Пирава, широки около 20 cm, като най-голямата е широка 2 m и дължа 1 km. Всички кладенци в епицентралния район се напълват с жълта мътна вода. Валандовската котловина пропада с над 40 cm.
Басейните на Негорските бани се препълват и температурата на водата се показча от 36 на 40 °C, като се връща към нормалната след 10-12 дена. Струмишките бани пресъхват и водата започва да се връща след 5 седмици.

## Реакция
Спасителните операции, осигуряването на първа помощ на пострадалите и снабдяването на населението се извършват при тежки метереологически условия. На 12 март излиза силен вятър, който отнася керемидите от покривите и събаря телеграфни стълбове. Вардар приижда и на много места излиза от коритото си.
В района пристига крал Александър I Караджорджевич. На 16 март управата на „Шипад“ от Баня Лука решава безплатно да предоставя строителен материал на пострадалите и всички работилници на компанията в Добриле и Дървар заповат да работят с пълна пара. Сръбският червен кръст изпраща храна, облекла, палатки, одеяла и определя кредит от 300 000 динара за първа помощ. Скопският областен комитет отделя 400 000 динара за помощ там, където е най-необходима. Държавата поема работите около реконструкцията на повредената пътна инфраструктура - санирани са пътищата, мостовете и железницата. От общо 7163 жилищни сгради са реконструирани 4283, като половината средства са държавни. Земетресението коства на Югославия около 30 милиона динара. В Неготински, Дойрански, Гевгелийски и Струмишки срез щетите са оценяване от специални комисии в състав началника на среза, инженер и лекар хигиенист.
Земетресението и страданията на населението са отлично медийно отразени в националните и регионалните вестници - освен дневните информации за щетите и взетите мерки, се публикуват реакциите на населението. Събитието е отразено и от много кореспонденти на чужди медии.